# Dmitrij Putilov
Dmitrij Igorevič Putilov (in russo Дмитрий Игоревич Путилов?; Ekaterinburg, 5 dicembre 1994) è un giocatore di calcio a 5 russo.

## Biografia
È figlio dell'allenatore Igor Putilov, ex portiere di calcio a 5 del VIZ-Sinara.

## Carriera
Cresciuto nel settore giovanile del Sinara, ha debuttato in prima squadra nella stagione 2011-12. Dopo alcune esperienze in prestito, nel 2016 è tornato nella società di Ekaterinburg imponendosi come portiere titolare. 
Con la Nazionale di calcio a 5 della Russia ha partecipato, come riserva del più esperto Zamtaradze, al campionato europeo 2018 e alla Coppa del Mondo 2021. A partire dal campionato europeo 2022 si impone come titolare della selezione.

## Palmarès
- Campionato russo: 2
Sinara: 2020-21
KPRF Mosca: 2022-23